# Patricia Wrightson
Patricia Wrightson (eigentlich Alice Patricia Furlonger) (* 21. Juni 1921 in Lismore, New South Wales, Australien; † 15. März 2010) war eine australische Schriftstellerin. Sie zählt im englischsprachigen Raum zu den erfolgreichsten Kinder- und Jugendbuchautorinnen. Der Patricia Wrightson Award for Children's Literature ist nach ihr benannt.

## Leben
Patricia Wrightson wurde als drittes von sechs Kindern eines Solicitors geboren. Sie besuchte das St Catherine’s College in Stanthorpe (Queensland).  Während des Zweiten Weltkriegs arbeitete sie zunächst in einer Munitionsfabrik in Sydney, von 1946 bis 1960 im Krankenhaus von Bonaldo, Kyogle Council und von 1960 bis 1964 in der Sydney District Nursing Association. Mitte der 1960er Jahre begann sie eine Tätigkeit beim School Magazine, einer Literaturzeitschrift für Kinder. Diese Tätigkeit beendete sie 1970.
1943 heiratete sie und bekam zwei Kinder. Die Ehe wurde 1953 geschieden.

## Werk (Auswahl)
- Die krumme Schlange (1955)
- Der gefiederte Stern (1962)
- Mir gehört die Rennbahn (1968)
- Das Nargun und die Sterne (The Nargun and the Stars, 1973)
- Wirrun zwischen Eis und Feuer (1977)
- Wirrun und das singende Wasser (1978)
- Wirrun unter dem Wind (1981)
- Draußen in der Nacht (1985)
- Magooya, im Schatten der Zeit (1996)

## Ehrungen
Für ihr Gesamtwerk wurde sie 1986 mit dem Internationalen Jugendbuchpreis, der Hans-Christian-Andersen-Medaille, ausgezeichnet.

## Nachweise
1. ↑  Vgl. Nachruf in: Das Science Fiction Jahr 2011, hrsg. von Sascha Mamczak, Sebastian Pirling und Wolfgang Jeschke, Wilhelm Heyne Verlag München 2011, S. 265. ISBN 978-3-453-53379-0
2. 1 2 3 4  Nachruf in The Guardian vom 9. Mai 2010
3. ↑  Nachruf in The Times vom 23. April 2010
4. 1 2  Informationen (Memento des Originals vom 13. Juni 2010 im Internet Archive)  Info: Der Archivlink wurde automatisch eingesetzt und noch nicht geprüft. Bitte prüfe Original- und Archivlink gemäß Anleitung und entferne dann diesen Hinweis. über Patricia Wrightson bei der USM
5. ↑  Archivierte Kopie (Memento des Originals vom 14. Februar 2009 im Internet Archive)  Info: Der Archivlink wurde automatisch eingesetzt und noch nicht geprüft. Bitte prüfe Original- und Archivlink gemäß Anleitung und entferne dann diesen Hinweis.

| Personendaten    | Personendaten                              |
| ---------------- | ------------------------------------------ |
| NAME             | Wrightson, Patricia                        |
| KURZBESCHREIBUNG | australische Kinder- und Jugendbuchautorin |
| GEBURTSDATUM     | 21. Juni 1921                              |
| GEBURTSORT       | Lismore (New South Wales)                  |
| STERBEDATUM      | 15. März 2010                              |